# Jorge Larrosa
Jorge Larrosa Bolea (Huesca, Aragón, España, 16 de diciembre de 1985), exfutbolista español. Se desempeñaba como guardameta y casi toda su carrera la desarrolló en la Sociedad Deportiva Huesca. Actualmente es el encargado de mantenimiento del césped de El Alcoraz y los campos de entrenamiento del equipo oscense.

## Trayectoria
Portero formado en las categorías inferiores del Peñas Oscenses, debutó en Tercera División con el Sariñena y después marchó al Jacetano, hasta que en 2006 fichara por la Sociedad Deportiva Huesca.

## Clubes
| Club            | País   | Año       |
| --------------- | ------ | --------- |
| C. D. Sariñena  | España | 2004-2005 |
| C. F. Jacetano  | España | 2005-2006 |
| S. D. Huesca    | España | 2006-2012 |
| U. D. Barbastro | España | 2012-2014 |
| A. D. Almudévar | España | 2014-2015 |